# Тулковиці (Підкарпатське воєводство)
Тулковиці (пол. Tułkowice) — село в Польщі, у гміні Вішньова Стрижівського повіту Підкарпатського воєводства.
Населення — 437 осіб (2011).
У 1975-1998 роках село належало до Ряшівського воєводства.

## Демографія
Демографічна структура станом на 31 березня 2011 року:
|          | Загалом | Допрацездатний вік | Працездатний вік | Постпрацездатний вік |
| -------- | ------- | ------------------ | ---------------- | -------------------- |
| Чоловіки | 217     | 51                 | 141              | 25                   |
| Жінки    | 220     | 50                 | 123              | 47                   |
| Разом    | 437     | 101                | 264              | 72                   |